# Angelika Overath

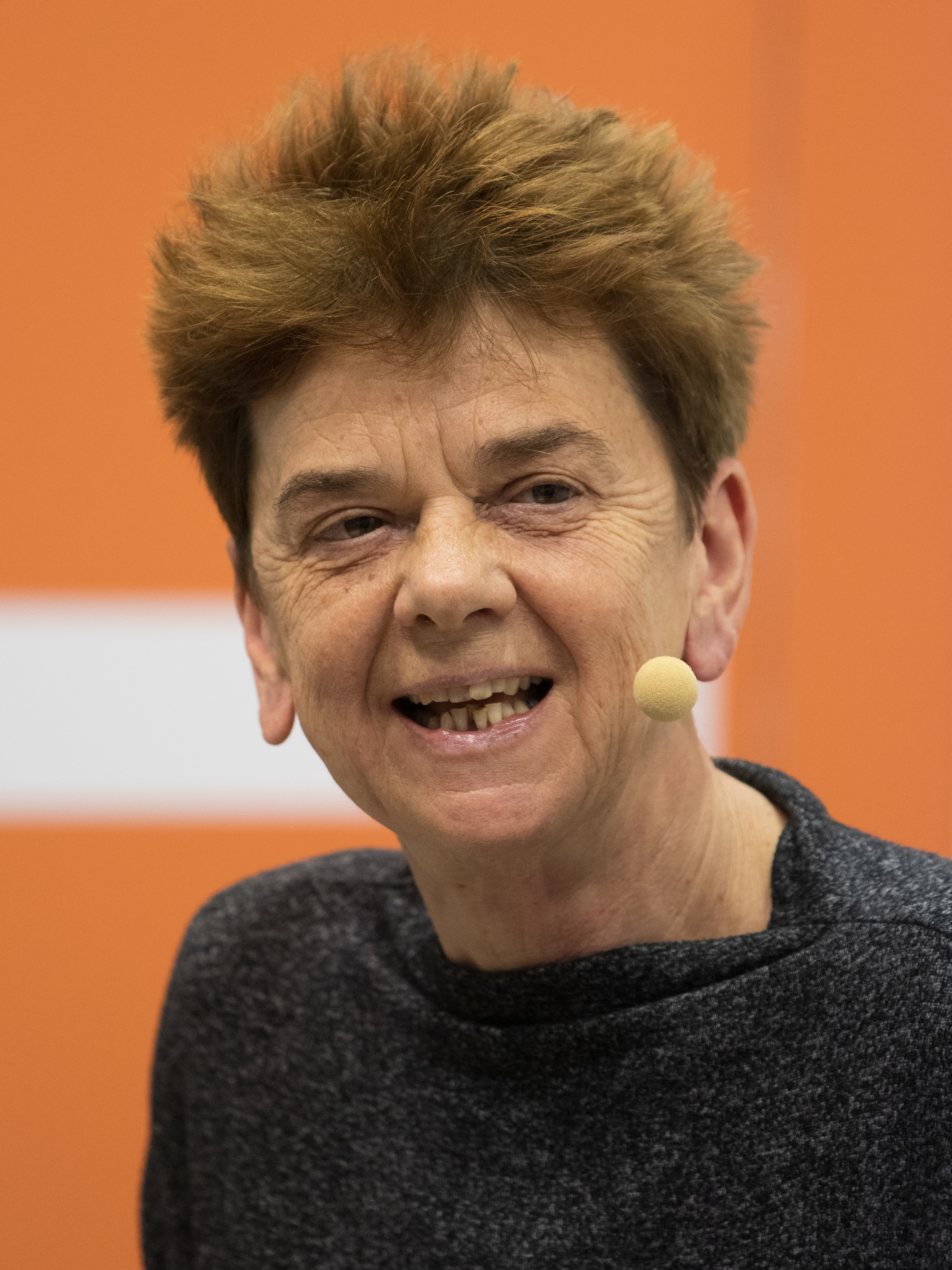
Angelika Overath auf der Frankfurter Buchmesse 2018

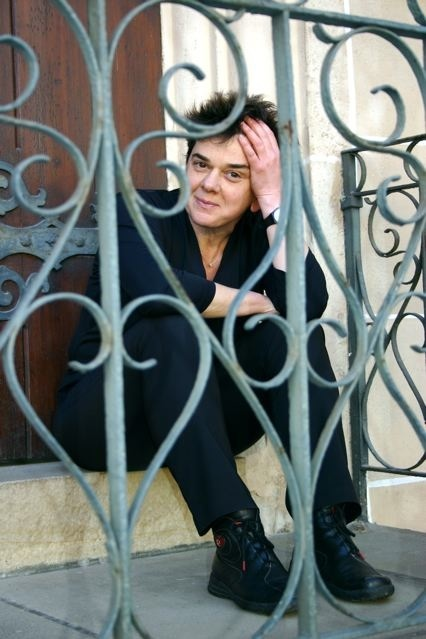
Angelika Overath, 2005

Angelika Overath (* 17. Juli 1957 in Karlsruhe) ist eine deutsche Schriftstellerin und Journalistin.

## Leben und Werk
Mütterlicherseits stammt Overath von Sudetendeutschen ab, was sie im Reportagenband Fließendes Land essayistisch verarbeitete und in ihrem ersten Roman Nahe Tage im Motiv des Heimatverlusts der Mutter der Protagonistin thematisierte. Sie studierte in Tübingen Germanistik, Geschichte, Italianistik und Empirische Kulturwissenschaft und promovierte 1986 mit einer Arbeit über das Blau in der modernen Lyrik. Im Anschluss arbeitete sie drei Jahre als Autorin in Griechenland und kehrte 1991 nach Deutschland zurück. Inzwischen lebt Overath in Sent (Unterengadin, Schweiz).
Während des Studiums schrieb Overath für das Schwäbische Tagblatt und für das Magazin TransAtlantik. Später verfasste sie regelmäßig Reportagen und Essays für die Zeitungen Frankfurter Rundschau, die Neue Zürcher Zeitung (NZZ), die NZZ am Sonntag sowie für Die Zeit, für das Reisemagazin Merian und Das Magazin, für die Zeitschriften du, GEO und mare sowie für die Schriftenreihe der Vontobel-Stiftung, gegenwärtig v. a. für die FAZ.
Seit 1998 sind von ihr vorwiegend Prosawerke erschienen; daneben hat sie mehrere Anthologien herausgegeben. Sie ist Dozentin an der Schweizer Journalistenschule MAZ. Ihren 2014 erschienenen Roman Sie dreht sich um widmete sie Henrike Lähnemann. Nach ihrem Umzug in das Engadin eignete sie sich die rätoromanische Sprache an, wurde Mitglied in der rätoromanischen Schriftstellervereinigung (Uniun per la Litteratura Rumantscha) und veröffentlichte (Stand 2021) auch zwei Gedichtbände in der zweiten Sprache. Die Schreibschule Sent, die sie mit ihrem Mann betreibt, ist ebenfalls zweisprachig ausgerichtet.
2019 wurde sie als ordentliches Mitglied der Klasse der Künste und Kunstwissenschaften in die Sudetendeutsche Akademie der Wissenschaften und Künste berufen, 2025 in die Akademie der Wissenschaften und der Literatur Mainz.
Angelika Overath ist mit dem Literaturwissenschaftler Manfred Koch verheiratet und hat drei Kinder.

## Preise und Auszeichnungen
- 1996: Egon-Erwin-Kisch-Preis für die Reportage Bis ins Mark[7]
- 1999: Stipendium Literatur der Kunststiftung Baden-Württemberg[8]
- 2001: Arbeits-Stipendium des Förderkreises Deutscher Schriftsteller in Baden-Württemberg
- 2002/2003: Jahres-Stipendium des Deutschen Literaturfonds
- 2005: Thaddäus-Troll-Preis[9]
- 2006: Nominierung für den Ingeborg-Bachmann-Preis (auf Einladung von Ursula März), dort Ernst-Willner-Preis.[10][11]
- 2006/2007: Jahresstipendium des Deutschen Literaturfonds
- 2007/2008: Writer-in-Residence an der Queen Mary-Universität London[12]
- 2008: Schweizer Preis für unabhängigen Journalismus[13]
- 2009: Shortlist für den Schweizer Buchpreis[14]
- 2009: Longlist Deutscher Buchpreis für Flughafenfische[15]
- 2012: Sudetendeutscher Kulturpreis für Literatur[16]
- 2015: Bündner Literaturpreis[17]
- 2023: Longlist Deutscher Buchpreis für Unschärfen der Liebe[18]

## Werke (Auswahl)
- Das andere Blau. Zur Poetik einer Farbe im modernen Gedicht. Metzler, Stuttgart 1987, ISBN 3-476-00616-6.
- Das blaue Buch. Lesearten einer Farbe. (Hrsg. mit Angelika Lochmann). Greno, Nördlingen 1988, ISBN 3-89190-432-0.
- „Von der Realität des Lebens“ – Hir das Blatt. Nachrichten aus dem Alltag mit Friedrich Hölderlin, mitgeteilt von Lotte Zimmer. Zusammengestellt von Angelika Overath und Gregor Wittkop. Friedenauer Presse, Berlin 1997, ISBN 978-3-932109-07-2.
- Händler der verlorenen Farben. Wahre Geschichten. Libelle, Lengwil 1998, ISBN 3-909081-11-8.
- Vom Sekundenglück brennender Papierchen. Wahre Geschichten. Libelle, Lengwil 2000, ISBN 3-909081-75-4.
- Schlimme Ehen. Ein Hochzeitsbuch, aus vielen Quellen zusammengetragen. (Hrsg. mit Manfred Koch). Eichborn (Die andere Bibliothek 189), Frankfurt 2000, ISBN 3-8218-4710-7.
- Die Kunst des Einfachen. (Hrsg. mit Manfred Koch). Herder, Freiburg 2000, ISBN 3-451-27825-1.
- Spatzenweisheit. Herder, Freiburg 2001, ISBN 3-451-27672-0. (Niederländisch von Annette van Schoonhoven: Muss en praat. Palet Gifts, Amsterdam 2003.)
- Schlaflos. Das Buch der hellen Nächte. Ein literarisches Notturno für Schlafsuchende und Wache. (Hrsg. mit Manfred Koch). Libelle, Lengwil 2002, ISBN 3-909081-47-9.
- Wechselbalg der Poesie. Die unerhörte Dichterin Christine Lavant. Keicher, Warmbronn 2002, ISBN 3-932843-38-X.
- Toleranz. Drei Lesarten zu Lessings Märchen vom Ring im Jahre 2003. (Mit Navid Kermani und Robert Schindel). Wallstein, Göttingen 2003, ISBN 3-89244-688-1.
- Das halbe Brot der Vögel. Portraits und Passagen. Wallstein, Göttingen 2004, ISBN 3-89244-730-6.
- Generationen-Bilder. Erkundungen zum Familienglück. Libelle, Lengwil 2005, ISBN 3-905707-00-4.[19]
  - zuerst vorgelegt als Generationen. Vontobel-Stiftung, Zürich 2005.[20]
- Nahe Tage. Roman in einer Nacht. Wallstein, Göttingen 2005, ISBN 3-89244-927-9. Übersetzt ins Italienische und Tschechische.
- Genies und ihre Geheimnisse. 100 biographische Rätsel. (Mit Manfred Koch und Silvia Overath). List, Berlin 2006, ISBN 3-471-78310-5.
  - Als Hörbuch (gelesen von Manfred Koch): 4 Audio-CDs. Radioropa/Technisat, Daun 2008, ISBN 978-3-8368-0170-6.
- Hunde mitzubringen ist erlaubt. Ein literarischer Salon. (Hrsg. mit Manfred Koch). List, Berlin 2008, ISBN 978-3-471-78311-5.
- Essay in: Roman Kurzmeyer und Poger Perret (Hrsg.): Dunkelschwestern. Annemarie von Matt – Sonja Sekula. Scheidegger & Spiess, Zürich 2008, ISBN 978-3-85881-213-1.
- Seepferdchen. In: Andrea Köhler (Hrsg.): Das Tier und wir. Hoffmann und Campe, Hamburg 2008, ISBN 978-3-455-40126-4. Seite 93–100.[21][22]
- Genies und ihre Geheimnisse. Band 2: 100 neue biographische Rätsel. (Mit Manfred Koch und Silvia Overath). List, Berlin 2009, ISBN 978-3-471-78312-2.
- Flughafenfische. Roman. Luchterhand, München 2009, ISBN 978-3-630-87307-7.[23][24][25]
- Fermada sün dumonda – In den Bergen bleiben. In: Entwürfe 59, Lebenslauf. Verein Entwürfe für Literatur, Zürich 2009, ISBN 978-3-906729-73-2.
- Alle Farben des Schnees. Senter Tagebuch. Luchterhand, München 2010, ISBN 978-3-630-87340-4.[26][27][28]
- Fließendes Land. Luchterhand, München 2012, ISBN 978-3-630-87391-6.
- Tafelrunde. Schriftsteller kochen für ihre Freunde (Mit Manfred Koch und Silvia Overath). Luchterhand, München 2012, ISBN 978-3-630-87390-9 Leseprobe
- Sie dreht sich um. Luchterhand, München 2014, ISBN 978-3-630-87349-7 Leseprobe (PDF)
- Poesias dals prüms pleds. 33 romanische Gedichte und ihre deutschen Annäherungen. Verlag Klaus G. Renner, Zürich, Otiglio 2014
- Ein Winter in Istanbul. Roman. Luchterhand, München 2018, ISBN 978-3-630-87534-7. Englische Übersetzung eines Auszugs in der Fortnightly Review
- So träume und verschwinde ich. Liebesgedichte von Edip Cansever, Cemal Süreya und Turgut Uyar. Türkisch-Deutsch, herausgegeben und übersetzt zusammen mit Nursel Gülenaz, btb München 2021, ISBN 978-3-442-71757-6.
- Krautwelten. Insel Bücherei 1504, Suhrkamp 2021, ISBN 978-3-458-19504-7.
- Schwarzhandel mit dem Himmel / Marchà nair cul azur. Gedichte Deutsch/Vallader. Telegramme Verlag, Zürich 2022, ISBN 978-3-907198-58-2.
- Unschärfen der Liebe. Luchterhand, München 2023, ISBN 978-3-630-87634-4.
- Engadinerinnen. Frauenleben in einem hohen Tal. Limmat Verlag, Zürich 2024, ISBN 978-3-03926-067-6.